# Zbigniew Woźniak (prokurator)
Zbigniew Jerzy Woźniak (ur. 1960 w Starogardzie Gdańskim) – generał brygady Wojska Polskiego, były zastępca naczelnego prokuratora wojskowego.

## Życiorys
W 1984 ukończył studia na Wydziale Prawa i Administracji Uniwersytetu Gdańskiego, uzyskując tytuł magistra prawa. W 1985 rozpoczął aplikację prokuratorską w Prokuraturze Marynarki Wojennej w Gdyni, a w 1987 objął funkcję wiceprokuratora tej prokuratury. W latach 1996–2004 pracował w Wojskowej Prokuraturze Garnizonowej w Gdyni. Od 2004 w Naczelnej Prokuraturze Wojskowej. W 2004 ukończył studia podyplomowe w zakresie prawa pracy na Uniwersytecie Gdańskim.
Nominację na generała brygady otrzymał 11 listopada 2007. W 2009 roku uczestniczył w konkursie na stanowisko prokuratora generalnego.
W ramach swoich obowiązków służbowych nadzorował m.in. śledztwo w sprawie incydentu w Nangar Chel oraz katastrofy polskiego Tu-154 w Smoleńsku.